# Mănăstirea Humorului (gmina)
Mănăstirea Humorului – gmina w Rumunii, w okręgu Suczawa. Obejmuje miejscowości Mănăstirea Humorului, Plesza i Pojana Mikuli. W 2011 roku liczyła 3233 mieszkańców.